# Міжнародна асоціація ультрамарафонців
ІАЮ (Міжнародна Асоціація ультрамарафонців) (англ. International Association of Ultrarunners (IAU)) — міжнародна організація, що регулює і санкціонує змагання на дистанціях більше, ніж марафон (42,195 км).
Багато таких змагань називають ультрамарафоном, деякі тривають до кількох діб (багатодобові пробіги).

## Історія
Міжнародна асоціація ультрамарафонців була офіційно створена 20 квітня 1984 року під час багатоденного пробігу уздовж Дунаю невеликою групою ультрамарафонців того часу (Малькольм Кемпбелл, Хосе-Антоніо Сото Рохас, Антон Сметс, Харрі Арндт, Сухей Кобаясі, Жерар Станжер, Енді Мілроу, Ден Бранен, Едгар Патман) для просування, розвитку та управління ультрамарафонським бігом. Ця ідея почала формуватися ще в 1980 році. У загальних рисах ІАЮ була сформована 9 вересня 1983 року; і ще кілька місяців знадобилося на доопрацювання статуту під керівництвом Дена Бранена і Едгара Патмана.
Щоб домогтися офіційного визнання, чемпіонати світу стали проводитися під патронажем ІААФ, а чемпіонати Європи — ЄАА. Першим організованим заходом став чемпіонат Європи з бігу на 100 км в Торхауті 20 червня 1987 року, потім в найближчі роки були проведені інші світові та континентальні чемпіонати та змагання.
Спочатку до складу ІАЮ входили п'ять ультрамарафонських федерацій. До кінця 2004 року, коли ІАЮ офіційно вступила в ІААФ, їх було вже 13. До цього часу в ІАЮ могли вступити різні асоціації або окремі особи. З кінця 2004 року тільки національні федерації легкої атлетики або ультрамарафону можуть бути прийняті до ІАЮ. З 2006 року штаб-квартира ІАЮ розташовується в Монако за тією ж адресою, що й ІААФ. Раніше, з моменту заснування, вона розташовувалася в Лондоні.

## Дисципліни і рекорди
Статут та правила ІАЮ в значній мірі були взяті з існуючих правил ІААФ. Також були встановлені офіційні дисципліни: 30, 40, 50, 60, 70, 80, 90, 100, 200, 400, 500, 600, 800 і 1000 миль, 50, 100 і 200, 500 і 1000 км, а також забіги на час, мета яких — пробігти максимальна відстань за 6, 12, 24, 36, 48, 60, 72, 96, 120 годин і 6-добовий біг (144 години), який проводився кілька десятиліть наприкінці XIX століття. Визнавалися й інші багатоденні, етапні або безперервні, пробіги. Крім того, спеціальною комісією вводилися категорії за віком і за типом покриття (шосе, стадіон, приміщення, трейл). У лютому 1992 року, в зв'язку з розвитком ультрамарафону і збільшенням кількості учасників, спочатку нечисленних, було проведено перше скорочення офіційних дисциплін. Залишилися тільки такі: 50, 100 і 1000 миль; 50, 100 і 1000 км для метричних дистанцій; для бігу на час 6 годин, 12 годин, 24 години, 48 годин, 6 днів (144 години). Тільки кілька національних федерацій офіційно зберегли старі дистанції в своїх країнах. Наприкінці 2006 року оголошено, що з 1 січня 2007 року 50 миль і 1000 км видаляються зі старого статуту і правил. 50 миль офіційно повертаються 1 січня 2012 року, а 1000 км — 1 вересня 2018 року.
У 1991 році ІАЮ скасувала багато результатів, що були показані на незатвердженим трасах. З грудня 2013 року ІАЮ реєструє рекорди (вікові та абсолютні) незалежно від типу поверхні (шосе, стадіон, приміщення).
З 1 січня 2022 року Світова легка атлетика реєструє світові рекорди на дистанціях 100 і 50 км. ІАЮ реєструє світові рекорди на дистанціях 50 і 100 миль і в бігу на 6, 12, 24 і 48 годин. Реєстрація світових рекордів в інших дисциплінах ультрамарафону припиняється.

## Заходи
Заходи ІАЮ включають чемпіонати світу з бігу на 50 км, 100 км, 24-годинного бігу і ультрамарафонського трейлу.